# Иля (село)
Иля (бур. Элеэ) — село в Дульдургинском районе Агинского Бурятского округа Забайкальского края. Административный центр и единственный населённый пункт в сельском поселении «Иля».

## География
Расположено в центральной части района, в 20 км к северу от районного центра — села Дульдурга, на одноимённой реке Иля и его притоке — Большой Улэнтуй.
Климат
резко континентальный. Лето жаркое, средняя температура в июле +16 ÷ +18 °C (максимальная + 38 °C). Зима холодная, солнечная, средняя температура в январе составляет −22 ÷ −24 °C (абс. минимум −47 °C).
Осадков выпадает от 300 до 400 мм/год.
Продолжительность вегетационного периода 90—150 дней.

## История
Основано в 1870-71 как поселение крестьян.

## Население
| 2002 | 2010 | 2012 | 2013 | 2014 | 2015 | 2016 | 2017 | 2018 | 2019 | 2020 |
| ---- | ---- | ---- | ---- | ---- | ---- | ---- | ---- | ---- | ---- | ---- |
| 390  | ↘316 | ↘312 | →312 | ↗317 | ↘314 | ↘311 | ↘298 | ↗306 | ↘300 | ↘293 |
| 2021 |      |      |      |      |      |      |      |      |      |      |
| ↘253 |      |      |      |      |      |      |      |      |      |      |

## Инфраструктура
экономика
Развито сельское хозяйство. Растениеводство, животноводство
В 2015 году среднесписочная численность работников (без совместителей) составляло 56 чел., 
официально зарегистрированных безработных 129 чел. 
Коллективное хозяйство, со времён СССР — колхоз «Илинский».
Личное подсобное хозяйство.
КФХ.
Социальные объекты
Средняя общеобразовательная школа, клуб, библиотека, фельдшерский пункт.
Памятник в честь воинов-земляков, погибших на фронтах Великой Отечественной.
Администрация сельского поселения, почтовое отделение.

## Транспорт
Сквозь село проходит региональная автодорога 76А-005 Дарасун — государственная граница с Монголией